# Hypotéza kosmické cenzury
Hypotéza kosmické cenzury je název pro dvě hypotézy matematické fyziky o struktuře singularit vzniklých v obecné teorii relativity. Singularity vzniklé při řešení Einsteinových rovnic jsou obvykle skryty uvnitř horizontu událostí a proto nemohou být v okolním časoprostoru pozorovány. Singularity, které nejsou skryty, se nazývají nahé. V roce 1969 vyslovil Roger Penrose domněnku, že ve vesmíru neexistují žádné nahé singularity s výjimkou singularity velkého třesku. Tato domněnka se dnes nazývá Slabá Hypotéza kosmické cenzury.

## Základy
Fyzikální chování singularit není přesně známo. Ale očekává se, že pokud by bylo možné pozorovat singularity ve zbytku časoprostoru, mohlo by dojít k narušení kauzality. Problému se nelze vyhnout, protože podle Penroseova-Hawkingova teorému jsou nevyhnutelné ve fyzikálně rozumných situacích. V nepřítomnosti nahé singularity je vesmír podle obecné relativity deterministický, je možné předvídat vývoj vesmíru (s výjimkou omezených oblastí skrytých uvnitř horizontu událostí) v určitém časovém okamžiku (přesněji všude na prostorupodobném třírozměrném hyperpovrchu nazývaném Cauchyho povrch). Selhání hypotézy kosmické cenzury vede k selhání determinismu, protože je nemožné předvídat chování časoprostoru v příčinné budoucnosti singularity. Nějaká forma hypotézy kosmické cenzury je předpokládána pokaždé, když dojde ke vzniku horizontu událostí černé díry.
Hypotézu poprvé zformuloval v roce 1969 Roger Penrose a to ne zcela formálním způsobem, v jistém smyslu šlo spíše o návrh výzkumného programu. Součástí výzkumu se tak stala snaha najít správné formální vyjádření hypotézy, které by bylo fyzikálně korektní a u kterého by bylo možno otestovat jeho pravdivost. Současně by mělo být dostatečně obecné, aby bylo zajímavé. Protože tvrzení o kosmické cenzuře není dostatečně formální, připouští alespoň dvě nezávislé formulace, takzvanou slabou a silnou hypotézu kosmické cenzury.

## Hypotézy slabé a silné kosmické cenzury
Hypotézy slabé a silné kosmické cenzury jsou dvě hypotézy vyjadřující se ke globální geometrii prostoročasu.
Hypotéza slabé kosmické cenzury říká, že nemůže existovat žádná singularita viditelná z budoucího nulového nekonečna. Singularita tedy musí být skryta před pozorovatelem v nekonečnu od horizontu událostí černé díry. Matematicky vyjádřeno jde o domněnku, že pro generická počáteční data maximální Cauchyho rozvoj dosáhne budoucího nulového nekonečna.
Hypotéza silné kosmické cenzury říká, že obecná teorie relativity je deterministická teorie ve stejném smyslu jako je deterministickou teorií klasická mechanika. Klasický osud všech pozorovatelů by tedy měl být předvídatelný z počátečních dat.
Tyto dvě hypotézy jsou matematicky odlišné, protože existují prostoročasy v nichž je slabá hypotéza kosmické cenzury platná, ale silná hypotéza kosmické cenzury je porušena a naopak existují prostoročasy v nichž platí silná hypotéza kosmické cenzury, ale slabá hypotéza kosmické cenzury je porušena.

## Příklad
Kerrova metrika odpovídající černé díře o hmotnosti {\displaystyle M} a momentu hybnosti {\displaystyle J} může být použita k odvození efektivního potenciálu dráhy částice na rovníku. Tento potenciál vypadá takto:
{\displaystyle V_{\rm {eff}}(r,e,l)=-{\frac {M}{r}}+{\frac {l^{2}-a^{2}(e^{2}-1)}{2r^{2}}}-{\frac {M(l-ae)^{2}}{r^{3}}},a\equiv {\frac {J}{M}}}
kde {\displaystyle r} je poloměr souřadnic, {\displaystyle e} a {\displaystyle l} jsou konzervovaná energie a moment hybnosti zkušební částice.
Při zachování kosmické cenzury je černá díra omezena na případ {\displaystyle a<1}. V případě, že existuje horizont událostí kolem singularity, požadavek {\displaystyle a<1} musí být splněn. To představuje moment hybnosti černé díry, který je omezen pod kritickou hodnotu při které mimo horizont zmizí.

## Problémy s konceptem kosmické cenzury
Při pokusech o formalizaci hypotézy se objevuje řada obtíží.
- Technické potíže s vhodnou formulací pojmu singularita
- Není obtížné představit si časoprostor, který obsahuje nahé singularity, ale který je fyzikálně rozumný, příkladem je superextremální {\displaystyle M<|Q|} Reissnerovo-Norstromovo řešení, které obsahuje singularitu v {\displaystyle r=0}, která není obklopena horizontem událostí. Formalizace hypotézy kosmické cenzury potřebuje vyloučit tyto situace.
- Kaustiky mohou v jednoduchých modelech gravitačně zkolabovat a to může vést ke vzniku singularit. Ty mají souvislost s objemem použitých látek, v žádném případě ale nesouvisí s obecnou relativitou. Tyto je třeba ve formulaci vyloučit.
- Počítačové modely gravitačního kolapsu prokázaly možnost vzniku nahých singularit, ale tyto modely se spoléhají na specifické situace například na sférickou symetrii. Tyto okolnosti je třeba v matematické formulaci vyloučit.

V roce 1991 se vsadili John Preskill a Kip Thorne proti Stephenu Hawkingovi, že hypotéza kosmické cenzury je neplatná. Hawking v roce 1997 po objevu výše zmíněných specifických případů uznal porážku. O něco později byla sázka přeformulována a tyto specifické situace vylučuje. Tato přeformulovaná sázka je stále bez vítěze.

## Protipříklad
Přesné řešení skalárních Einsteinových rovnic {\displaystyle R_{ab}=2\phi _{a}\phi _{b}} které představuje protipříklad k mnoha formulacím hypotézy kosmické cenzury, objevil Mark Roberts v roce 1985:
{\displaystyle ds^{2}=-(1+2\sigma )dv^{2}+2dv\,dr+r(r-2\sigma v)\left(d\theta ^{2}+\sin ^{2}\theta \,d\phi ^{2}\right),\quad \phi ={\frac {1}{2}}\ln \left(1-{\frac {2\sigma v}{r}}\right),}
kde {\displaystyle \sigma } je konstanta.